# Kasachische Nationalliga
Die Kasachische Nationalliga (russisch Национальная лига) ist die höchste Spielklasse im kasachischen Basketball der Männer.

## Spielmodus
Die reguläre Saison besteht aus vier Runden mit anschließenden Play-offs für die besten vier Teams.

## Teilnehmer
In der Saison 2016/17 gehören zu der Liga nur folgende drei Teams:
- BK Astana
- BK Barsy Atyrau
- BK Kaspij Aqtau

Neben der kasachischen Nationalliga existiert als zweithöchste Spielklasse die Wysschaja Liga mit folgenden Teams:
- Almaty Legion
- BK Kapschagai
- Kasygurt Schymkent
- BK Tobol Qostanai
- Astana Tigers
- BK Irtysch Pawlodar
- BK Oqschetpes Kökschetau
- Bars Petropawlowsk
- BK Barsy Atyrau – 2 Mannschaft
- BK Tobol Qostanai – 2 Mannschaft

## Kasachische Basketballmeister
| Saison  | Meister           | Finalgegner    | Play-Off Ergebnis |
| 2003/04 | BK Tobol Qostanai | Otrar Almaty   | 101:87*           |
| 2004/05 | Astana Tigers     | Tobol Qostanai | 3:0               |
| 2005/06 | Astana Tigers     | Tobol Qostanai | 3:2               |
| 2006/07 | Astana Tigers     | Tobol Qostanai | 3:0               |
| 2007/08 | Astana Tigers     | BC Almaty      | 3:1               |
| 2008/09 | Astana Tigers     | Tobol Qostanai | 2:0               |
| 2009/10 | Astana Tigers     | Tobol Qostanai | 2:0               |
| 2010/11 | BK Barsy Atyrau   | Tobol Qostanai | 3:0               |
| 2011/12 | BK Astana         | Barsy Atyrau   | 3:0               |
| 2012/13 | BK Astana         | Barsy Atyrau   | 3:0               |
| 2013/14 | BK Astana         | Barsy Atyrau   | 3:0               |
| 2014/15 | BK Astana         | Almaty Legion  | 81:56*            |
| 2015/16 | Barsy Atyrau      | BK Astana      | 3:0               |
| 2016/17 | BK Astana         | Barsy Atyrau   | 94:78*            |

* Meister wurde in einem Final Four ermittelt.